# Пеналоса (Канзас)
Пеналоса (англ. Penalosa) — місто (англ. city) в США, в окрузі Кінгмен штату Канзас. Населення — 18 осіб (2020).

## Географія
Пеналоса розташована за координатами 37°42′58″ пн. ш. 98°19′11″ зх. д. / 37.71611° пн. ш. 98.31972° зх. д. (37.716114, -98.319847).  За даними Бюро перепису населення США в 2010 році місто мало площу 0,18 км², уся площа — суходіл. В 2017 році площа становила 0,27 км², уся площа — суходіл.

## Демографія
Згідно з переписом 2010 року, у місті мешкало 17 осіб у 10 домогосподарствах у складі 5 родин. Густота населення становила 97 осіб/км².  Було 15 помешкань (85/км²).
Расовий склад населення:
| - 100,0 % — білих |

До двох чи більше рас належало 0,0 %. Частка іспаномовних становила 0,0 % від усіх жителів.
За віковим діапазоном населення розподілялося таким чином: 5,9 % — особи молодші 18 років, 64,7 % — особи у віці 18—64 років, 29,4 % — особи у віці 65 років та старші. Медіана віку мешканця становила 55,5 року. На 100 осіб жіночої статі у місті припадало 88,9 чоловіків;  на 100 жінок у віці від 18 років та старших — 77,8 чоловіків також старших 18 років.
Цивільне працевлаштоване населення становило 6 осіб. Основні галузі зайнятості: освіта, охорона здоров'я та соціальна допомога — 33,3 %, сільське господарство, лісництво, риболовля — 33,3 %, будівництво — 16,7 %.